# Силіан Моконо
Силіан Алдрен Моконо (нід. Sylian Aldren Mokono, нар. 22 березня 1999, Утрехт, Нідерланди) — нідерландський футболіст, фланговий захисник клубу «Гераклес».

## Ігрова кар'єра
Силіан Моконо є вихованцем клубу «Утрехт» зі свого рідного міста. Починав грати у молодіжноиу складі. Першу гру в основі в Ередивізі Моконо провів 29 листопада 2020 року, вийшовши на заміну у поєдинку проти «Феєноорда».
У липні 2022 року футболіст залишив «Утрехт» і перейшов до клубу Еерстедивізі «Гераклес», з яким підписав контракт на три роки. В першому ж сезоні Моконо допоміг клубу виграти турнір Еерстедивізі і підвищитися до Ередивізі.

## Досягнення
Гераклес
- Переможець Еерстедивізі: 2022/23

## Особисте життя
Силіан Моконо народився у Нідерландах і має південноафриканське коріння.